# Полєно Юрій Вікторович
Ю́рій Ві́кторович Полє́но (25 лютого 1984 — 15 жовтня 2014) — солдат 24-го окремого штурмового батальйону «Айдар» Збройних сил України, загинув в ході російсько-української війни.

## Життєпис
Народився 1984 року в селі Шульгинка (Старобільський район, Луганська область). Виріс у родині військового, після строкової служби в ЗСУ повернувся до свого села. Закінчив Харківську юридичну академію імені Ярослава Мудрого; працював юристом.
З початком бойових дій добровольцем пішов захищати рідну землю. Солдат групи «Золота сотня» 24-го батальйону територіальної оборони «Айдар», псевдо «Ока».
15 жовтня 2014-го група батальйону «Айдар» виїхала на підсилення блокпосту № 32 біля села Сміле (Слов'яносербський район), та потрапила у засідку на Лисичанській трасі за 3 км від блокпосту. Загинули 8 бійців, 2 були захоплені у полон, ще 3 поранені. 2 бійці кілька діб пробиралися до українських позицій.
Шестеро бійців попали в полон важкопораненими — Максим Вакуленко, у полоні йому ампутували ногу до коліна, Іван Яретик (Ваня Полтава), у полоні відрізали вухо — звільнені у листопаді 2014; Руслан Дивак (Змій) — звільнений з полону в лютому 2015, Сергій Пилипишин (Серьога Дикий), Василь Боднарук (Вася Гуцул), Руслан Шанідзе (Грузин) — звільнені у липні 2015 року. У полоні бійці дізналися, що на цьому місці кілька діб росіяни і осетини чекали на айдарівців.
27 жовтня вивезли з місця бою частину тіл загиблих, троє айдарівців ідентифіковані — це Олександр Піскіжов, Юрій Полєно та Владислав Царенко.
Похований в селі Шульгинка.
Без Юрія лишились батько, мама Ганна Степанівна, сестра та сини 2007 р.н. й 2012 р.н.

## Нагороди та вшанування
За особисту мужність і героїзм, виявлені у захисті державного суверенітету та територіальної цілісності України, вірність військовій присязі під час російсько-української війни, відзначений — нагороджений
- 25 грудня 2015 року — орденом «За мужність» III ступеня (посмертно)[2]
- 2015 року студенти Старобільської філії ЛНУ зняли про свого земляка відео-сюжет «Дякуємо тобі, людино з серцем Прометея!»
- Його портрет розміщений на меморіалі «Стіна пам'яті полеглих за Україну» у Києві: секція 4, ряд 4, місце 36
- 2016 року в Шульгинській ЗОШ урочисто відкрита меморіальна дошка його честі
- Хрест «За поранення в бою» (посмертно; 2016)[3]
- Вшановується 15 жовтня на щоденному церемоніалі вшанування українських захисників, які загинули цього дня в різні роки внаслідок російської збройної агресії[4]